# Bengt Samuelsson
Bengt Ingemar Samuelsson (Halmstad, 21 de maio de 1934 – 7 de julho de 2024) foi um bioquímico sueco.
Foi agraciado com o Nobel de Fisiologia ou Medicina de 1982, por pesquisas sobre prostaglandinas.

## Pesquisa e carreira
Discutindo o papel das prostaglandinas no corpo, Samuelsson explicou: "É um sistema de controle para as células que participa de muitas funções biológicas. Existem infinitas possibilidades de manipular esse sistema no desenvolvimento de medicamentos".
Seus interesses de pesquisa eram originalmente no metabolismo do colesterol com importância para os mecanismos de reação. Seguindo o trabalho estrutural com as prostaglandinas junto com Sune Bergström, ele estava interessado principalmente nos produtos de transformação do ácido araquidônico . Isso levou à identificação de endoperóxidos, tromboxanos e leucotrienos, e seu grupo esteve principalmente envolvido no estudo da química, bioquímica e biologia desses compostos e sua função em sistemas de controle biológico. Esta pesquisa tem implicações em várias áreas clínicas, especialmente na trombose, inflamação e alergia.
Este campo cresceu enormemente desde aqueles dias. Entre 1981 e 1995, foram publicados cerca de três mil artigos por ano que usavam especificamente a expressão "prostaglandinas" ou termos relacionados, como "prostaciclinas", "leucotrienos" e "tromboxanos" em seus rótulos e títulos.

## Morte
Samuelsson morreu em 7 de julho de 2024, aos noventa anos.